# Estevesiños
Estevesiños (llamada oficialmente San Mamede de Estevesiños) es una parroquia y un lugar del municipio español de Monterrey, en la provincia de Orense, Galicia.

## Toponimia
La parroquia también es conocida por el nombre de San Mamed de Estevesiños.

## Organización territorial
La parroquia está formada por dos entidades de población:
- Estevesiños
- Mixós

## Demografía

### Parroquia
| Gráfica de evolución demográfica de Estevesiños (parroquia) entre 2000 y 2022 |
|                                                                               |
| Datos según el nomenclátor publicado por el INE.                              |

### Lugar
| Gráfica de evolución demográfica de Estevesiños (lugar) entre 2000 y 2022 |
|                                                                           |
| Datos según el nomenclátor publicado por el INE.                          |